# Plagiobryoides vinosula
Plagiobryoides vinosula là một loài Rêu trong họ Bryaceae. Loài này được (Cardot) J.R. Spence mô tả khoa học đầu tiên năm 2009.